# Iniciado
O termo iniciado designa uma pessoa que  para obter aceitação superior, necessita de passar por determinadas provas.
O iniciado deve-se ao longo período de experiência que o mesmo teve. Igualou-se à natureza, sendo esta parte integrante de significados e sentidos para uma nova vida. Nasce-se e entra-se num novo mundo, neste passa-se pelos ritos de passagem, quando eles chegam ao ponto de igualdade com a natureza, começa-se um novo ciclo.
Pode ter algumas religiões ou cultos que façam iniciação. O fato de iniciar, não tem nenhuma ligação direta a cultos ou religiões.